# ساختار بلورها (فیلم)
 ساختار بلورها (لهستانی: Struktura kryształu) فیلمی درام به کارگردانی کشیشتف زانوسی است که در سال ۱۹۶۹ منتشر شد. از بازیگران آن می‌توان به دانیل اولبریخسکی، باربارا وژشینسکا و مونیکا جنیشویچ-اولبریخسکا اشاره کرد.
این فیلم برندهٔ جایزهٔ «پری دریایی» در جشنواره بین‌المللی فیلم ورشو شد.

## مضمون
این فیلم، تمرکز بر ملاقات دو همکلاسی سابق دانشگاه است—یکی فیزیکدان بسیار موفق و دیگری مدیر یک ایستگاه هواشناسی منزوی. این فیلم تشریحی از ناتوانی دو مرد در برقراری ارتباط با یکدیگر در مورد دیدگاه‌ها و ارزش‌های جداگانه‌شان است.